# Cellerové z Rozenthalu
Celerové z Rosenthalu (též Cellerové, německy Zeller von Rosenthal) byl český šlechtický rod. Mezi šlechtu pronikli díky službě v nižších státních a dvorských úřadech na přelomu 16. a 17. století, v pobělohorských konfiskacích získali statky ve středních a východních Čechách. V roce 1689 získali panský stav, ale krátce nato rod vymřel (1705).

## Dějiny rodu
Prvním doloženým členem rodu byl Kašpar Celer (†1641), který se koncem 16. století připomíná jako německý místopísař apelačního soudu v Praze. Pocházel pravděpodobně z Mostu a predikát z Rosenthalu, který získal v roce 1596, je odvozen od zaniklé vesnice Růžodol mezi Mostem a Litvínovem. Kašpar se svými bratry Melicharem a Janem byli pak v roce 1600 povýšeni do šlechtického stavu a v roce 1607 byli přijati mezi rytířský stav. V té době byl Kašpar sklepmistrem na dvoře císaře Rudolfa II., jeho bratr Jan působil též ve dvorských službách.
V letech 1616–1619 byl Kašpar Celer hejtmanem komorního panství Kolín, jeho bratr Jan zastával stejnou funkci v Brandýse nad Labem. V době stavovského povstání byli oba bratři ze svých funkcí odvoláni, přísahali ale věrnost králi Fridrichu Falckému. Jako katolíci ale po bitvě na Bílé hoře obdrželi milost a později měli možnost nákupu levných konfiskátů. Jan Celer se stal znovu hejtmanem v Brandýse nad Labem a Kašpar jako nově jmenovaný hejtman pardubického panství měl zásadní podíl na rekatolizaci Pardubic.
Kašpar Celer v roce 1623 koupil od Ludvíka Bezdružického z Kolovrat na Chrudimsku panství Hrochův Týnec s devíti vesnicemi a tvrzemi v Hrochově Týnci a Dolním Bezděkově, tento majetek v roce 1629 rozšířil o statek s tvrzí Trojovice. Mezitím koupil také několik domů v Praze a vinice na Petříně. Tvrze v Hrochově Týnci a Trojovicích byly vydrancovány na konci třicetileté války, po Kašparově smrti byl v Hrochově Týnci postaven raně barokní zámek.
Kašparův bratr Jan byl císařským radou a postupně hejtmanem komorních panství Přerov nad Labem, Benátky nad Jizerou, Lysá nad Labem a Brandýs nad Labem. Brandýs byl jeho nejvýznamnějším působištěm, zde v letech 1622–1623 koupil deset domů, ze svých početných nákupů na hranici podvodu se nakonec musel zodpovídat místodržiteli Karlovi z Lichtenštejna. V roce 1623 koupil panství Petrovice na Rakovnicku, které ovšem v roce 1638 prodal Kinským. Z Janova potomstva byl nejvýznamnější Jan Rudolf (1610–1665), císařský rada, soudce dvorského a komorního soudu, mimo jiné také voják. V této době docházelo ke složitým majetkovým přesunům v rodině Celerů i jejich příbuzných, velmi krátce byl v jejich majetku statek Cetechovice na Kroměřížsku (1682–1685), dodnes je zde ale dochován jejich erb.
Jan Václav Celer (*cca 1645 – †1705), syn Jana Rudolfa, byl císařským radou, zemským soudcem a v letech 1684–1694 hejtmanem chrudimského kraje. Původně sídlil na tvrzi v Trojovicích, později se mu podařilo opětovně sloučit všechny bývalé rodové statky na Chrudimsku a usadil se na zámku v Hrochově Týnci. Za zásluhy své i svých předků byl v roce 1689 povýšen do stavu svobodných pánů. Neměl ale potomstvo a jeho úmrtím v srpnu 1705 končí historie Celerů. Majetek přešel odkazem na premonstrátský klášter u Olomouce.